# برينه
برينه (بالإنجليزية: Bryne)‏ هي مدينة في مقاطعة روغالاند في النرويج.
يبلغ عدد سكانها حوالي 9,627 نسمة.

## أعلام
- كاتو هانسن